# Upplands runinskrifter 873
Upplands runinskrifter 873 är en runsten som står på södra sidan om Nysätravägen mellan Örsundsbro och Nysätra kyrka cirka en kilometer nordväst om bron över Nysätravägen längs väg 55 i Gryta socken i Uppland.

## Stenen
Det är en förhållandevis stor och välbevarad runsten. Ornamentiken som går i Urnesstil består av två nästan helt symmetriska, flätade rundjur som omsluter ett stort kristet stavkors placerat i motivets mitt. En mindre ormslinga kopplar slingorna med staven i basen. Stenen har tidigare stått på ett ställe där Eriksgatan korsade Örsundaån. Flera andra runstenar har också markerat Eriksgatan, däribland U 867 belägen cirka tre kilometer längre österut i Gryta. U 873 flyttades senare 200 meter åt nordväst till sin nuvarande plats utmed vägkanten.
Runmästaren Balle som var aktiv under 1000-talets senare hälft har lämnat ett tjugotal runstenar, främst här i sydvästra Uppland men även i Västmanland och Södermanland.

## Inskriften

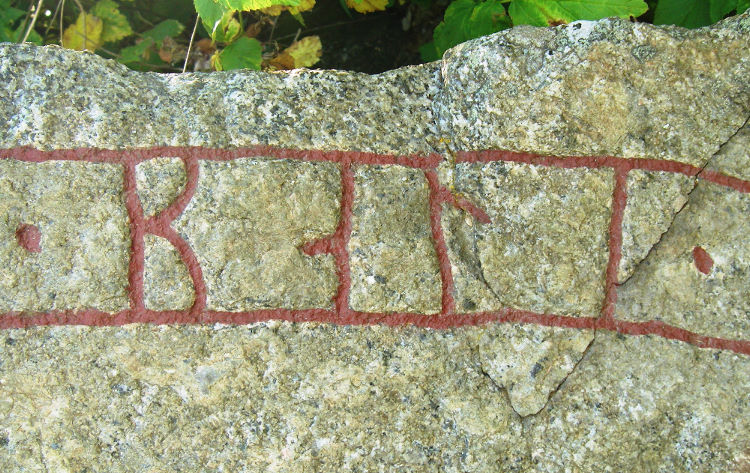
Balles signatur på U 873.

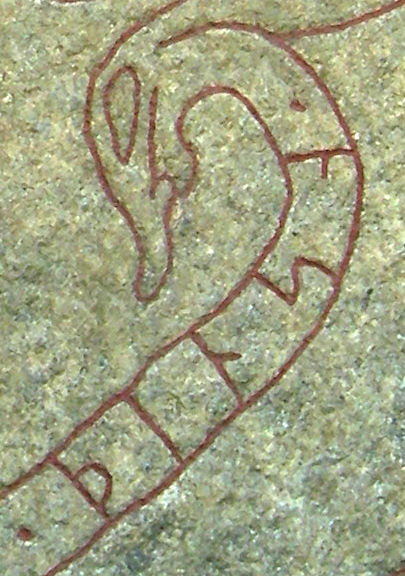
Vändrunan a i þinsa på U 873.

Inskriften som börjar vid det vänstra rundjurets huvud fortsätter till dess svans. Den andra delen av inskriften börjar sedan på det högra rundjurets svans för att sluta vid dess huvud på ristningens nedre del.
Sista runan a i signaturen bali * risi * stan * þinsa är en vändruna där bistaven pekar uppåt i stället för neråt.
Runor:

ᚦᛁᚴᚠᛆᛋᛏᚱ᛫ᛚᛁᛏ᛫ᚱᛆᛁᛋᛆ᛫ᛋᛏᛆᛁᚿ᛫ᚦᛁᚿᛋᛆ᛫ᛆᛏ᛫ᚼᚢᛚᛘᚴᛆᛁᚱ᛫ᚠᛆᚦᚢᚱ᛫ᛋᛁᚿ᛫ᚴᚭᚦᛆᚿ
ᚴᚢᚦ᛫ᚼᛁᛂᛚᛒᛁ᛫ᛋᛆᛚ᛫ᚼᛆᚿᛋ᛫ᛒᚭᛆᚿᛏᛆ᛫ᛁᚴᚢᛦ᛫ᛒᛆᛚᛁ᛫ᚱᛁᛋᛁ᛫ᛋᛏᛆᚿ᛫ᚦᛁᚿᛋᛆ
Runsvenska:
* þikfastr * lit * raisa * stain * þinsa * at * hulmkair * faþur * sin * koþan *
* kuþ * hielbi * sal hans * boanta * ikuR * bali * risi * stan * þinsa *
Normaliserad:
Þingfastr let ræisa stæin þennsa at HolmgæiR, faður sinn goðan,
Guð hialpi sal hans, boanda InguR. Balli risti stæin þennsa.
Nusvenska:
"Tingfast lät resa denna sten efter Holmger, sin gode fader, Ingas man.
Gud hjälpe hans själ. Balle ristade denna sten."

## Fotnoter
1. ↑  Unicode stöd för runor behövs i din webbläsare